# هفتمین دوره جوایز اسکار

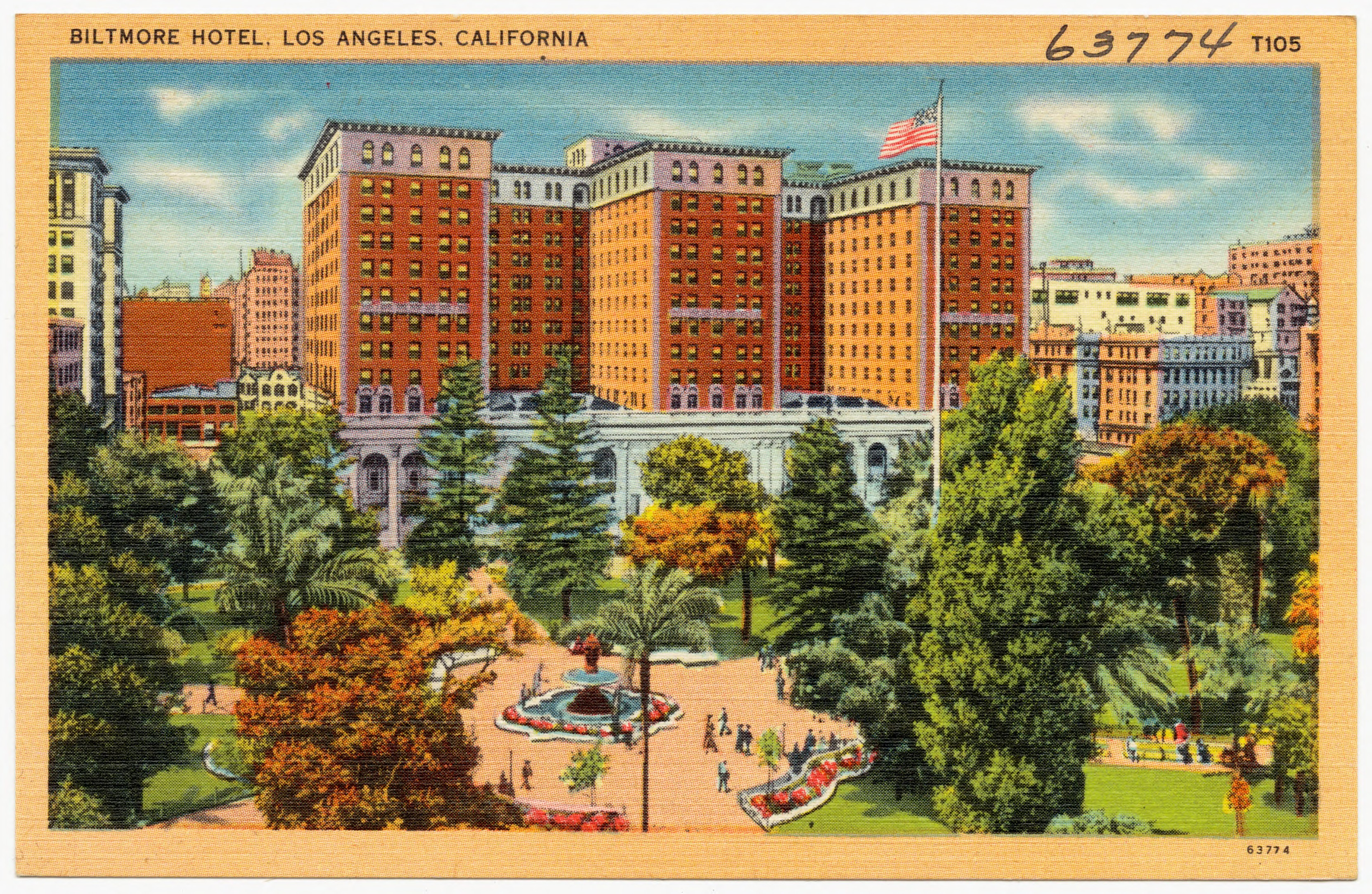
هتل بیلتمور (Biltmore) که میزبان هفتمین دوره مراسم اعطای جوایز اسکار بود.

هفتمین دوره مراسم اعطای جوایز اسکار (انگلیسی: 7th Academy Awards) در روز ۲۷ فوریه ۱۹۳۵ در هتل میلنیوم بیلتمور لوس آنجلس برگزار شد. در این مراسم بهترین فیلم‌های سال ۱۹۳۴ جهان به انتخاب آکادمی علوم و هنرهای تصاویر متحرک جایزه گرفتند.
اروین اس. کاب مجری این مراسم بود.

## جوایز
| جایزه اسکار بهترین فیلم | جایزه اسکار بهترین کارگردانی |
| --- | --- |
| - در یک شب اتفاق افتاد - برت‌های خیابان ویمپول - کلئوپاترا - راه لاس زدن - طلاق گی - نیروی دریایی وارد می‌شود - خانه روتشیلت - تقلید زندگی - یک شب عشق - مرد لاغر - زنده‌باد ویا! - The White Parade | - فرانک کاپرا – در یک شب اتفاق افتاد - ویکتور شرتزینگر – یک شب عشق - دبلیو. اس. ون دایک – مرد لاغر |
| جایزه اسکار بهترین بازیگر نقش اول مرد | جایزه اسکار بهترین بازیگر نقش اول زن |
| - کلارک گیبل – در یک شب اتفاق افتاد - فرانک مورگان – عشق‌بازی‌های چلینی - ویلیام پاول – مرد لاغر | - کلودت کولبرت – در یک شب اتفاق افتاد - بت دیویس – پیرامون اسارت بشری (write-in, not official nomination) - گریس مور – یک شب عشق - نورما شیرر – برت‌های خیابان ویمپول                                                                                                 |
| Best Story | جایزه اسکار بهترین فیلم‌نامه اقتباسی |
| - ملودرام منهتن – آرتور کائسار - Hide-Out – Mauri Grashin - The Richest Girl in the World – نورمن کراسنا | - در یک شب اتفاق افتاد – رابرت ریسکین - مرد لاغر – فرنسیس گودریچ و آلبرت هکت - زنده‌باد ویا! – بن هکت |
| جایزه اسکار بهترین فیلم کوتاه | جایزه اسکار بهترین فیلم کوتاه |
| - La Cucaracha – کنت مک‌گوون و Pioneer Pictures - Men in Black – Jules White - What, No Men! – وارنر برادرز | - City of Wax – Horace Woodard و Stacy Woodard - Bosom Friends – Skibo Productions - Strikes and Spares – پیت اسمیت |
| جایزه اسکار بهترین پویانمایی کوتاه | جایزه اسکار بهترین طراحی صحنه |
| - لاکپشت و خرگوش – والت دیزنی - Holiday Land – اسکرین جمز - Jolly Little Elves – والتر لانتس | - The Merry Widow – سدریک گیبنز و Frederic Hope - عشق‌بازی‌های چلینی – Richard Day - طلاق گی – Van Nest Polglase و Carroll Clark |
| جایزه اسکار بهترین موسیقی فیلم | جایزه اسکار بهترین ترانه |
| - یک شب عشق – کلمبیا پیکچرز - طلاق گی – آر.ک.ئو - The Lost Patrol – آر.ک.ئو | - "The Continental" from طلاق گی – Music by کن کنراد; Lyric by ارب مگیدسن - "Carioca" from پرواز به ریو – Music by Vincent Youmans; Lyric by ادوارد الیسکو و Gus Kahn - "Love in Bloom" from او مرا دوست ندارد (فیلم ۱۹۳۴) – Music by رالف رینجر; Lyric by لئو رابین |
| جایزه اسکار بهترین فیلمبرداری | Best Assistant Director |
| - کلئوپاترا – ویکتور میلنر - عشق‌بازی‌های چلینی – چارلز روشر - Operator 13 – جرج جی. فالسی | - زنده‌باد ویا! – John S. Waters - کلئوپاترا – Cullen Tate - تقلید زندگی – Scott Beal |
| Best Sound Recording | جایزه اسکار بهترین تدوین |
| - یک شب عشق – جان پی. لیوادری, کلمبیا پیکچرز Studio Sound Department - عشق‌بازی‌های چلینی – Thomas T. Moulton, یونایتد آرتیستس - کلئوپاترا – فرانکلین هنسن, پارامونت پیکچرز - راه لاس زدن – نیتن لوینسون, وارنر برادرز Studio Sound Department - طلاق گی – Carl Dreher, آر.ک.ئو Radio Studio Sound Department - تقلید زندگی – Theodore Soderberg, یونیورسال استودیوز Studio Sound Department - زنده‌باد ویا! – Douglas Shearer, مترو گلدوین مایر Studio Sound Department - The White Parade – ادموند اچ هانسن، فاکس قرن بیستم Studio Sound Department | - اسکیمو – کنراد ای. نرویگ - کلئوپاترا – آن بوچنز - یک شب عشق – جین میلفورد |

1. ↑  http://awardsdatabase.oscars.org/ampas_awards/DisplayMain.jsp?curTime=1424997196740%5Bپیوند+مرده%5D

- 1934 Academy Awards nominees and winners at infoplease.com